# 段禄定
段禄定（1947年—），湖南郴州人，中国人民解放军将领、中国人民解放军中将。
2006年，授予中国人民解放军中将，曾任西藏军区政治委员。